# Дросдорф
Дросдорф (нем. Droßdorf) — община в Германии, в земле Саксония-Анхальт.
Входит в состав района Бургенланд. Подчиняется управлению Дройсигер-Цайтцер Форст. Население составляет 691 человек (на 31 декабря 2006 года). Занимает площадь 10,36 км².